# Hugo Charlemont
Hugo Charlemont (18. března 1850 v Jemnici – 18. dubna 1939 ve Vídni) byl česko-rakouský malíř a ilustrátor.

## Život a kariéra
Hugo Charlemont se narodil v rodině slavných umělců, jako prostřední ze tří synů malíře miniatur a fotografa brněnského původu, Matěje Adolfa Charlemonta (1820-1871), který působil kromě Jemnice také ve Znojmě. Starší bratr Eduard Charlemont (1848–1906) byl rovněž malířem-figuralistou, nejmladší bratr Theodor Charlemont (1859–1938) je znám jako sochař. Ze dvou dcer se Lilly Charlemontová stala malířkou.
Vyrostl na jižní Moravě. V roce 1873 absolvoval Akademii výtvarných umění ve Vídni, kde byl žákem profesora Eduarda von Lichtenfels. Grafické techniky rytiny, leptu, litografie a tisku se naučil u Arthura Wiliama Ungera. Za svého života pobýval často na Moravě, ve Slezsku i ve Slovinsku, kde dokumentoval místní obyčeje, lidové kroje a archeologické nálezy pro knižní ilustrace. Vícekrát navštívil Holandsko a několik roků žil v Benátkách.
Svými současníky byl Hugo Charlemont považován za všestranný talent. Tematikou jeho obrazů jsou krajiny, zátiší, portréty, interiéry, historie i etnografie. Kromě olejomalby vytvořil četné akvarely a kvaše. Z rozsáhlé krajinářské tvorby největší zájem vzbuzují obrazy malované v impresionistickém stylu. Obdobně jako jiní umělci té doby se podílel na výzdobě veřejných a soukromých staveb. Například svými malbami vyzdobil jídelnu v novém Městském divadle (Burgtheatru) ve Vídni a palác prince ze Salmu.
Z ilustrátorského díla jsou hlavní jeho kresby a litografie v encyklopedii rakousko-uherské monarchie Kronprinzwerk, ve svazku Dějiny Čech (Die Geschichte Böhmens). 
Je pochován na hřbitově ve vídeňské čtvrti Döblingu (Döblinger Friedhof) v severozápadní části Vídně; pro Rakušany má tento hřbitov stejný význam jako pro Čechy hřbitov na Vyšehradě.

## Dílo

### Obrazy
- Interiér hamru, 1883, olej na dřevě
- Krajina u Klosterneuburgu, 1893, olej na plátně, Galerie Belevedere Vídeň
- Park šlechtické vily ve Vídni, 1902, olej na plátně
- Portrét dcery Alice, (1909)
- Koupání ve venkovském rybníku, před 1939, olej na plátně
- Odpočinek u zámeckých schodů, před 1939, olej na plátně
- Selská zahrada, 1939, olej na plátně
- Zahrada ve Wachau, 1939, olej na plátně

### Ilustrace
- Moravské a slezské kroje; slovanská řemesla a obyčeje, archeologické nálezy, a jiné, v: Die österreichisch-ungarische Monarchie in Wort und Bild: svazky Die Geschichte Böhmens, . Wien 1886-1902

## Galerie

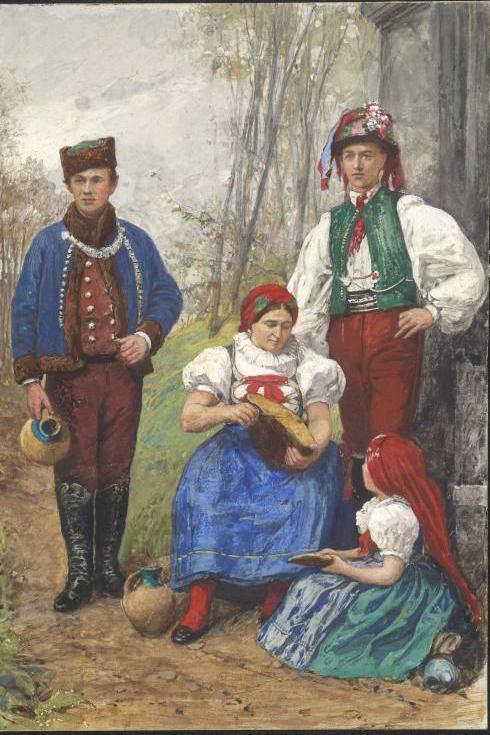
Lidové kroje Moravy a Slezska (1897)
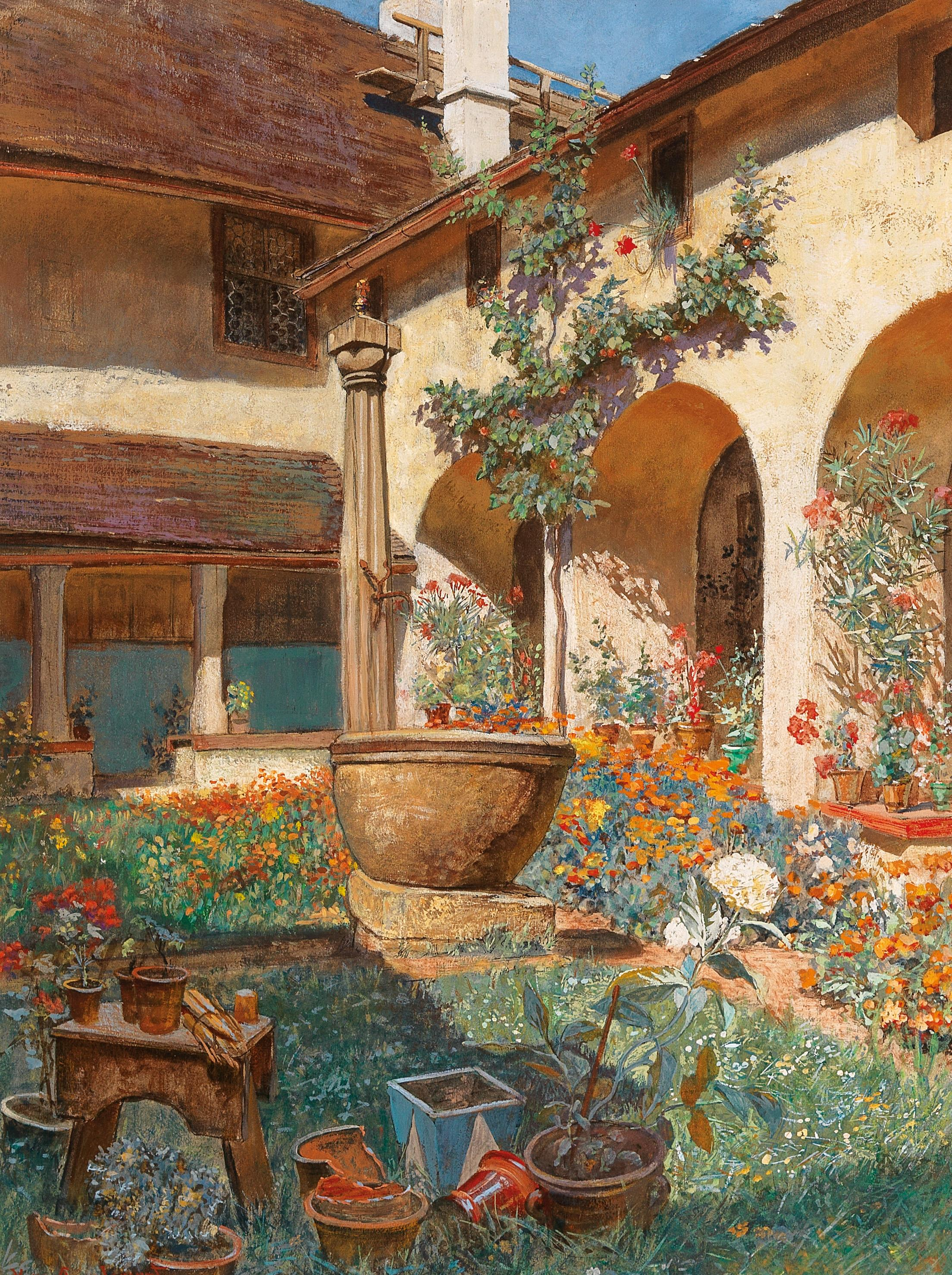
Zahrada ve Wachau (kolem 1939)
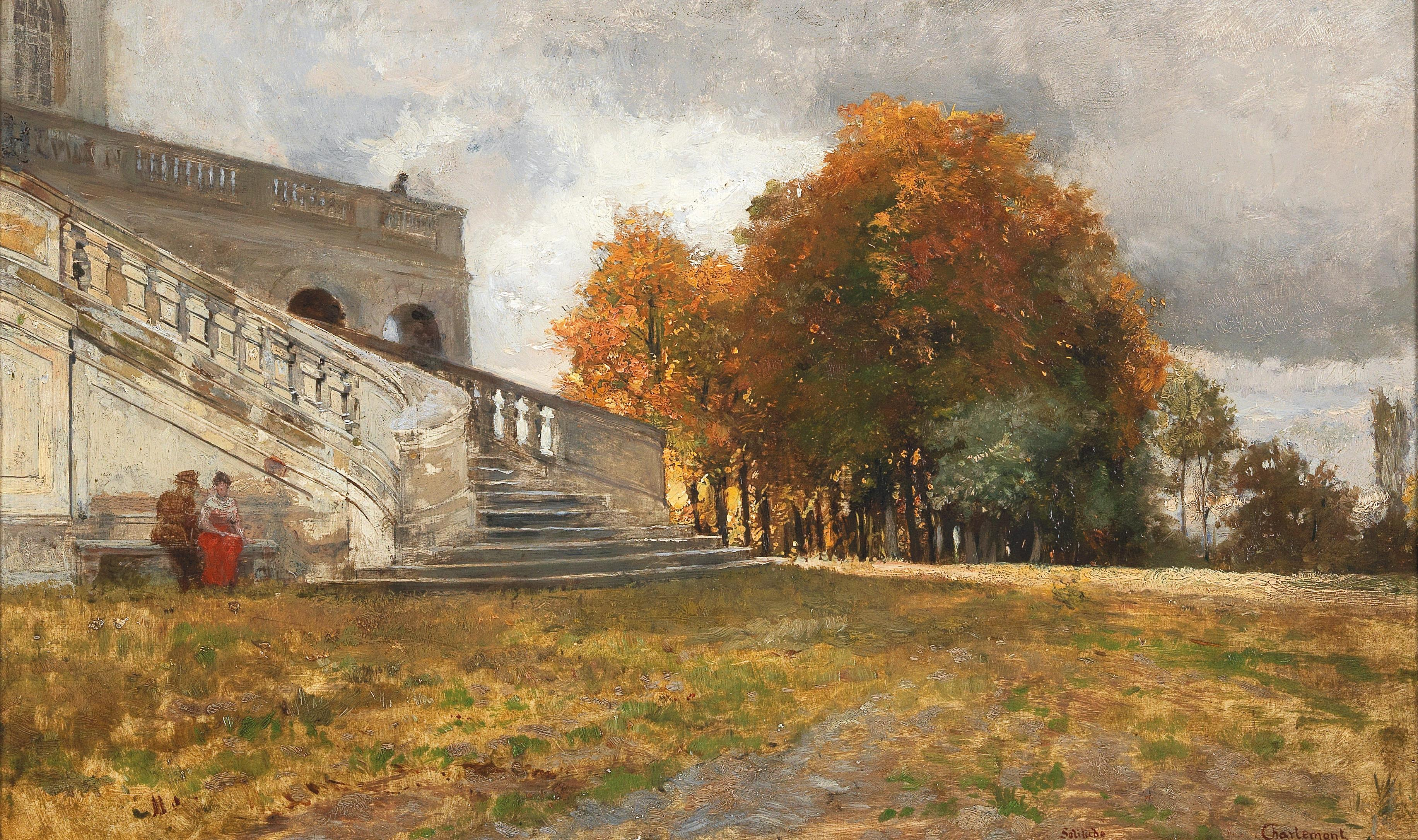
Odpočinek u zámeckých schodů (před 1939)
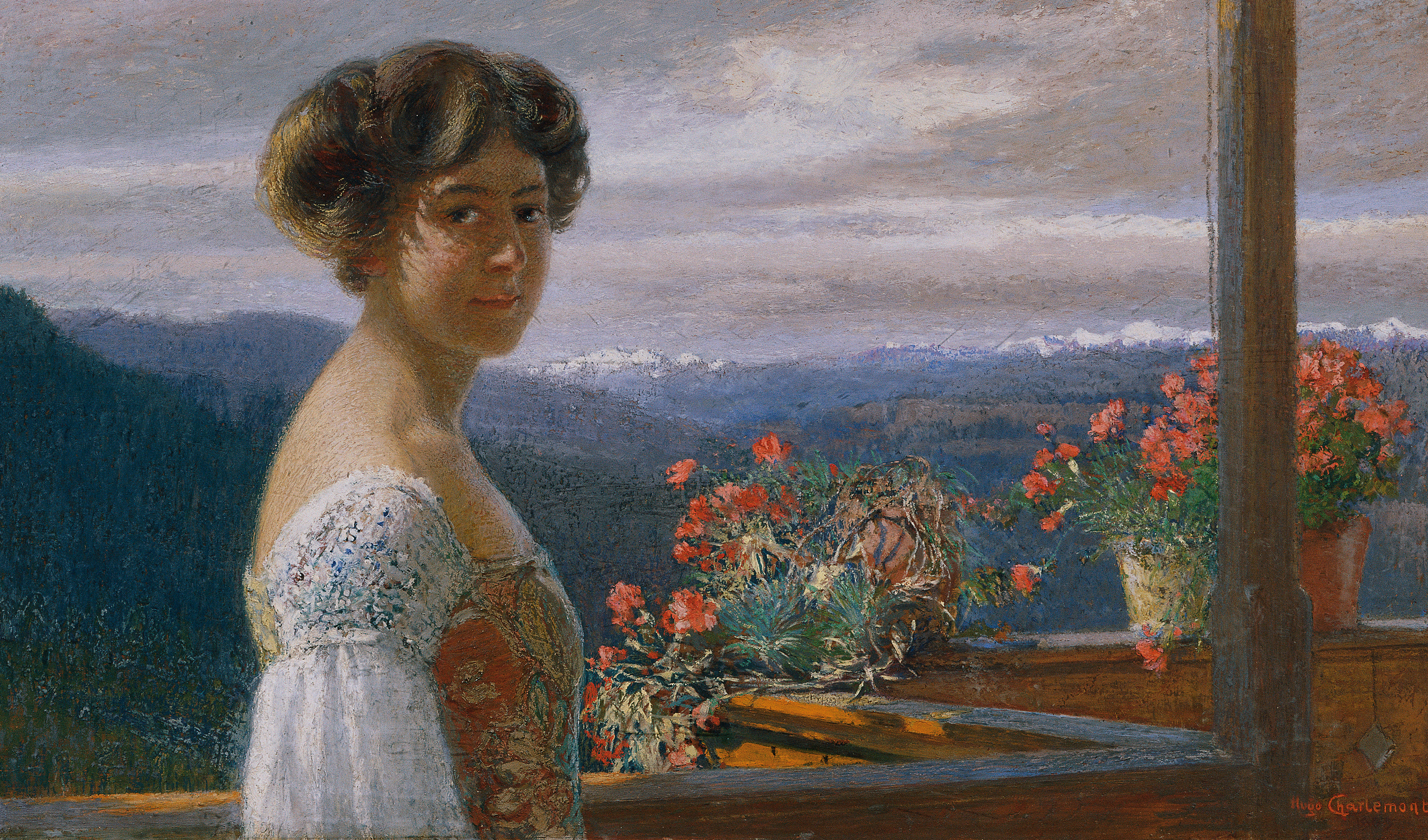
Portrét dcery Alice (1909)
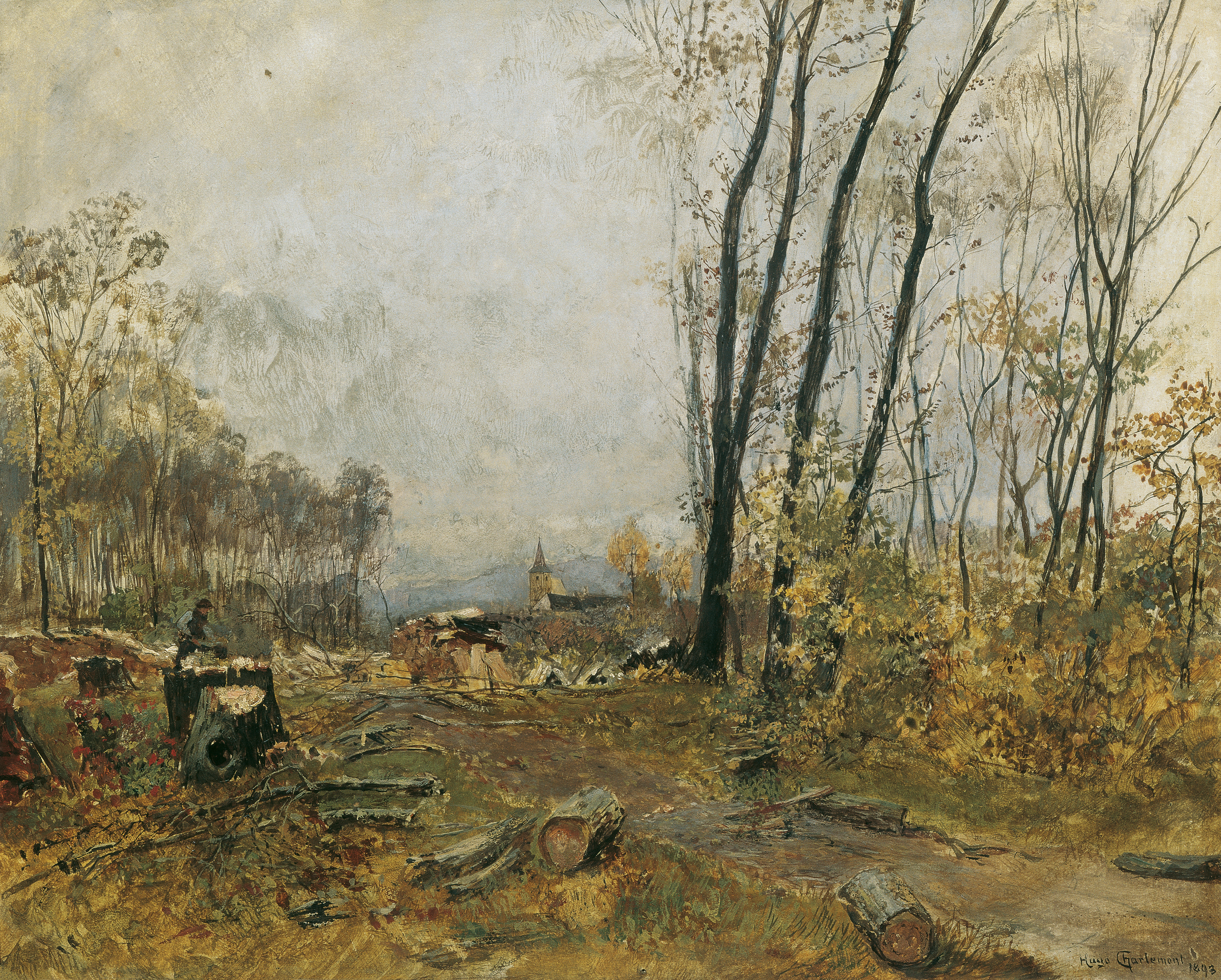
Krajina u Klosterneuburgu (1893)
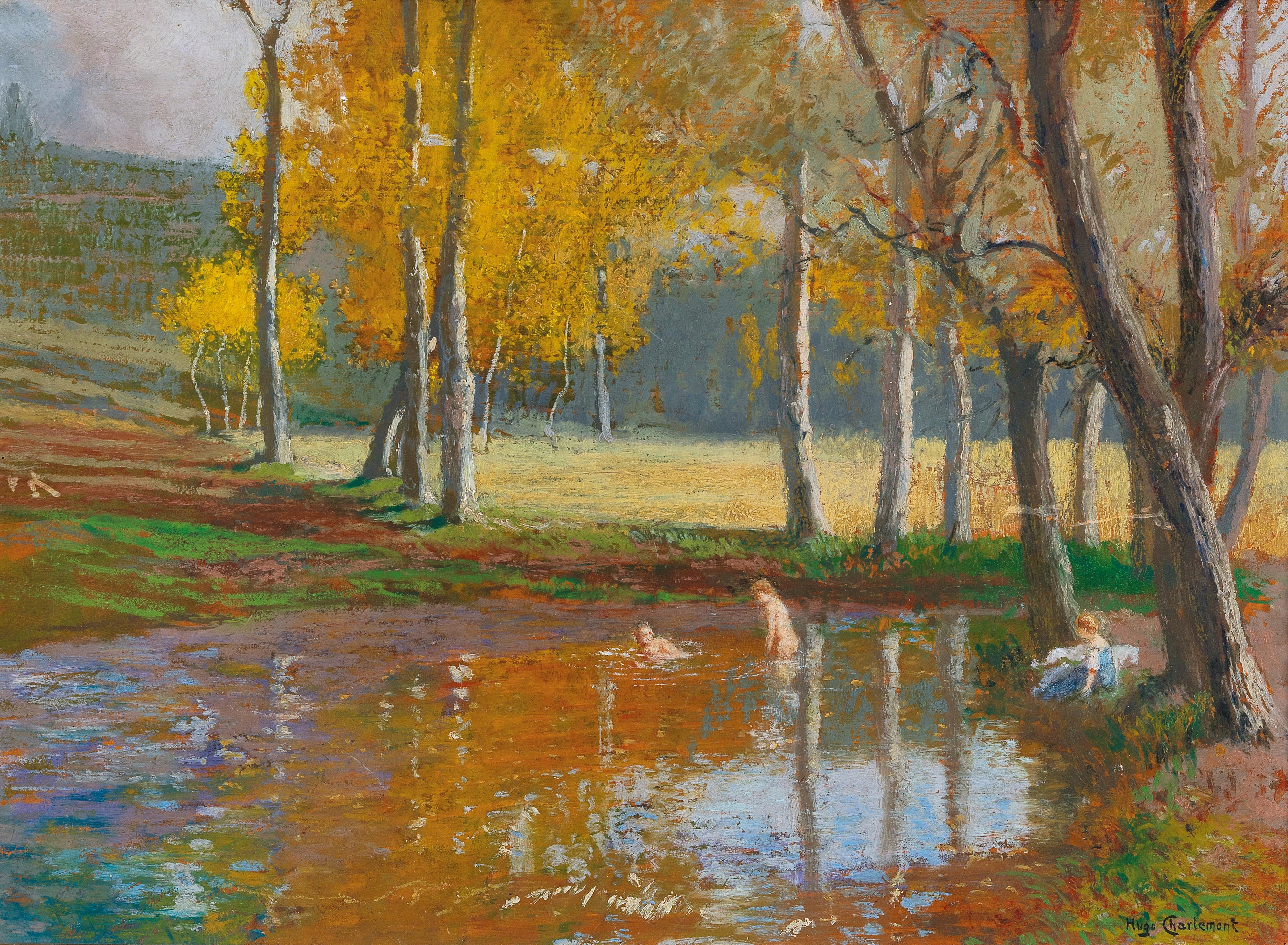
Koupání v rybníku (před 1939)
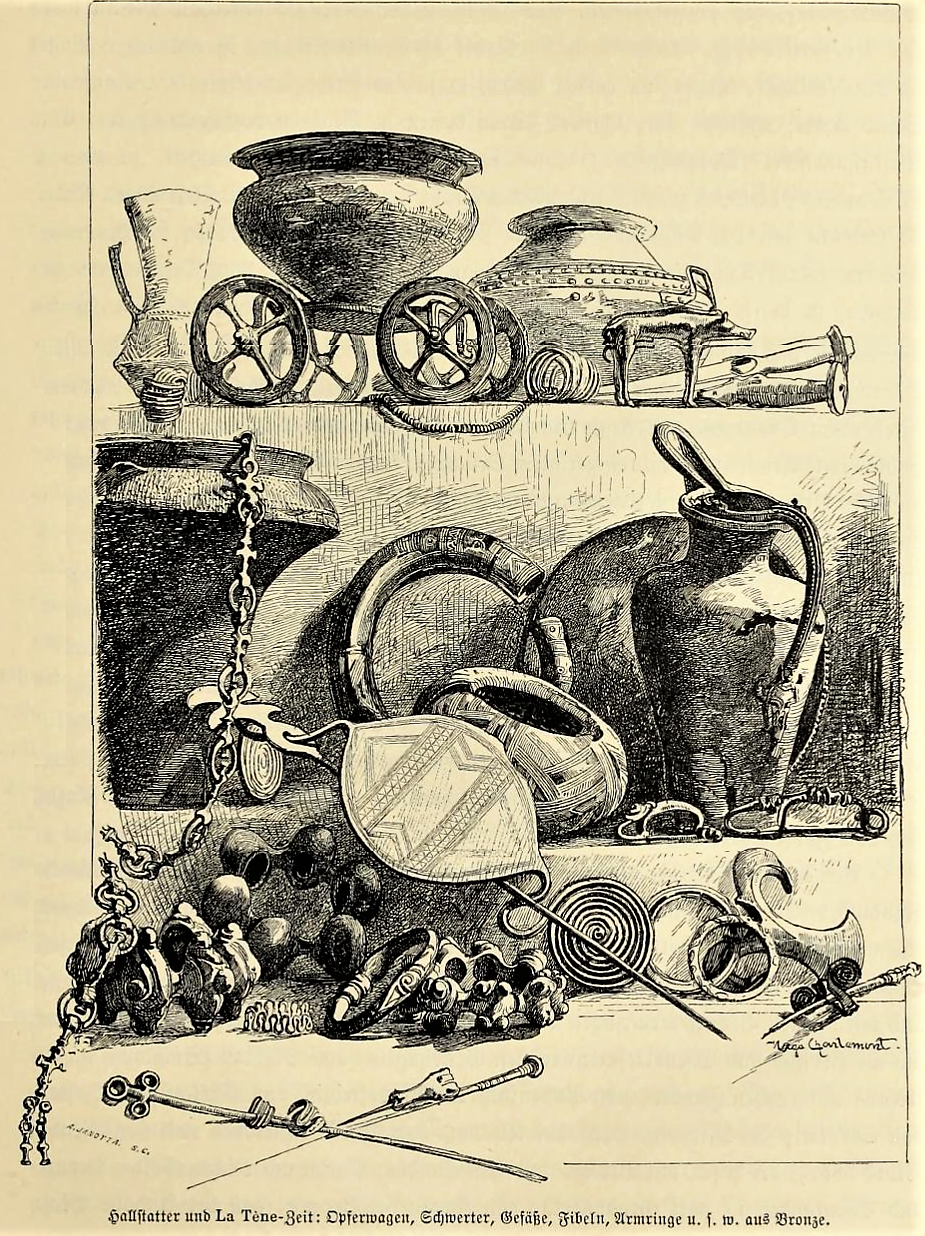
Archeologické nálezy doby halštatské (1897)